# Buckinghamshire Championships
Die Buckinghamshire Championships waren offene internationale Meisterschaften im Badminton in England. Sie waren eines der bedeutendsten internationalen Badmintonturniere in der Zeit kurz nach dem Zweiten Weltkrieg. Mit der Ausbreitung des Sports über alle Kontinente verloren die Titelkämpfe in den 1960er Jahren an internationaler Bedeutung.

## Sieger
| Saison    | Herreneinzel  | Dameneinzel    | Herrendoppel                 | Damendoppel                      | Mixed                             |
| --------- | ------------- | -------------- | ---------------------------- | -------------------------------- | --------------------------------- |
| 1955      | Hugh Findlay  | Iris Cooley    | Peter Alcorn John R. Best    | Iris Cooley June Timperley       | John Timperley June Timperley     |
| 1956      | Peter Waddell | June Timperley | Peter Alcorn John R. Best    | Barbara Carpenter June Timperley | Ronald Lockwood Barbara Carpenter |
| 1957      | Peter Waddell | Heather Ward   | Dick Hashman Ronald Lockwood | Barbara Carpenter Heather Ward   | John R. Best Audrey Stone         |
| 1958 1979 | keine Daten   | keine Daten    | keine Daten                  | keine Daten                      | keine Daten                       |
| 1980      | Joe Farrell   | Nicola Bewley  | Tim Hudson Eric Plane        | M. Ellison C. Long               | Holdsworth/Dunn Emptage/Partridge |
| seit 1981 | keine Daten   | keine Daten    | keine Daten                  | keine Daten                      | keine Daten                       |